# Linea rossa

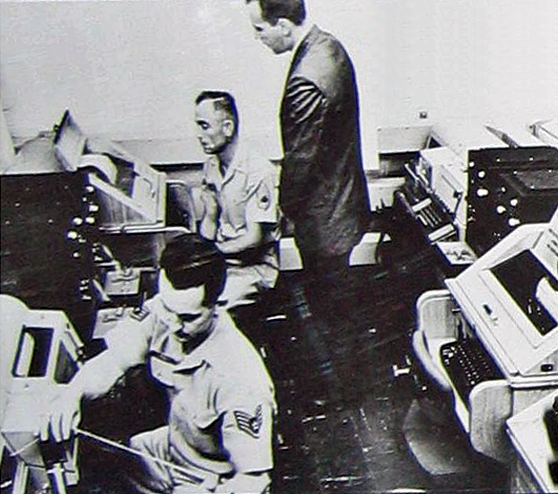
Sala della linea rossa Washington-Mosca nell'ala est della Casa Bianca negli anni sessanta

La linea rossa (in inglese Moscow-Washington hotline), chiamata anche, più popolarmente, telefono rosso (red telephone), è una linea di telecomunicazione diretta che collega il Pentagono negli Stati Uniti d'America e il Cremlino in Russia. Nonostante il nome “telefono”, la linea non è mai stata composta da un telefono: la comunicazione è sempre avvenuta solo tramite testi, poiché il discorso parlato poteva e può essere frainteso.

## Storia

### Guerra fredda
Diverse persone hanno avuto l'idea di una linea di comunicazione diretta tra le superpotenze uscenti dalla seconda guerra mondiale. Tra queste, il professore dell'università Harvard, Thomas Schelling, ha attribuito al romanzo di finzione Il dottor Stranamore il merito di aver reso i governi più consapevoli del vantaggio della comunicazione diretta tra le superpotenze. Inoltre, l'editore della rivista Parade Jess Gorkin ha personalmente tormentato i candidati presidenziali americani del 1960, John F. Kennedy e Richard Nixon, e ha bloccato il premier sovietico Nikita Khrushchev durante una visita negli Stati Uniti per adottare l'idea. Le obiezioni di alcune delle forze armate statunitensi e del Cremlino hanno ritardato l'introduzione.
Durante la crisi dei missili cubani del 1962, ci si rese conto che la costruzione della linea era una priorità. I messaggi diplomatici ufficiali impiegavano in genere sei ore per essere consegnati e si usarono canali non ufficiali, come i corrispondenti delle reti televisive, poiché erano più veloci. Durante la crisi, gli Stati Uniti hanno impiegato quasi dodici ore per ricevere e decodificare il messaggio contenente una prima proposta di accordo di Nikita Khrushchev: un tempo pericolosamente lungo. Quando Washington aveva redatto una risposta, era stato ricevuto un messaggio più duro da Mosca, che chiedeva che i missili statunitensi fossero rimossi dalla Turchia. I consiglieri della Casa Bianca pensavano dunque che comunicazioni più rapide avrebbero potuto evitare la crisi. I due paesi hanno firmato l'accordo per la costruzione della linea rossa nel giugno 1963, anno in cui hanno formalmente preso provvedimenti per ridurre il rischio di iniziare una guerra nucleare involontariamente.
La linea originaria, sviluppata dalla Harris Corporation, fu attivata il 30 agosto 1963 e collegava due telescriventi attraverso un cavo sottomarino che passava da Londra, Copenaghen, Stoccolma ed Helsinki. I messaggi venivano trasmessi in inglese (dagli USA) e in russo (dall'URSS), quindi venivano criptati e spediti. I primi messaggi furono dei test sulla linea: gli Stati Uniti mandarono estratti di William Shakespeare, Mark Twain ed enciclopedie, mentre l'Unione Sovietica spedì testi delle opere di Anton Čechov. Il collegamento principale è stato accidentalmente interrotto più volte, ad esempio vicino a Copenaghen da un operatore di bulldozer e da un contadino finlandese che lo ha arato una volta. Per questo motivo in Finlandia spesso si notano dei cartelli che ne marcano il passaggio.

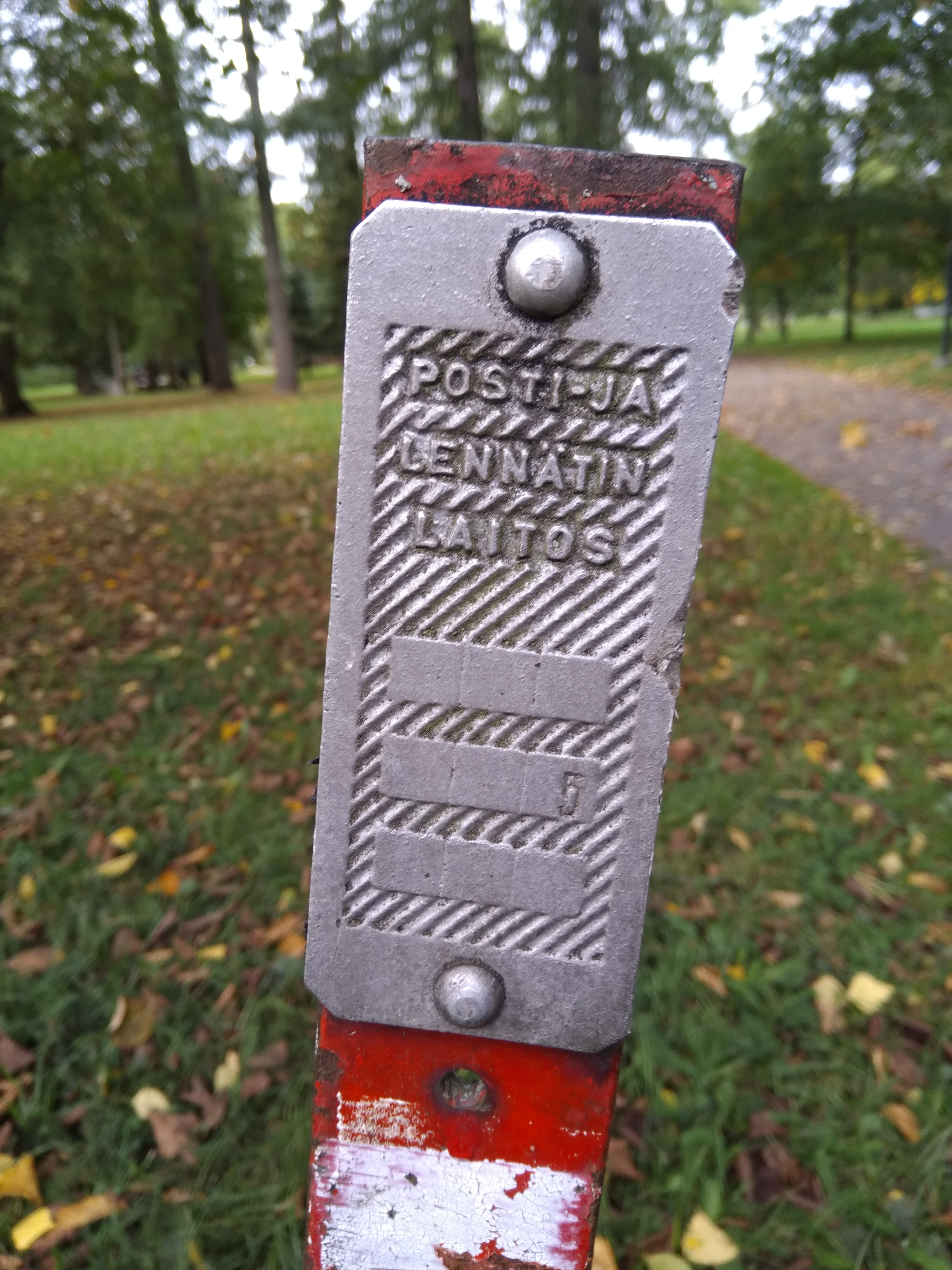
Cartello della linea rossa in Finlandia

Il suo primo utilizzo ufficiale da parte degli Stati Uniti fu quando John F. Kennedy fu assassinato il 22 novembre 1963, mentre il primo utilizzo ufficiale da parte dell'Unione Sovietica fu il 5 giugno 1967 durante lo scoppio della guerra dei sei giorni tra Egitto e Israele. Entrambe le superpotenze in quell'occasione si informavano vicendevolmente sui movimenti militari, per evitare provocazioni o situazioni di ambiguità.
Nel settembre 1971 Mosca e Washington decisero di aggiornare il sistema con le tecnologie moderne. I paesi concordarono anche per la prima volta quando la linea dovrebbe essere utilizzata: hanno deciso di informarsi immediatamente in caso di uso accidentale, non autorizzato o inspiegabile che coinvolgesse un'arma nucleare che potrebbe aumentare il rischio di una guerra nucleare. La principale linea telegrafica fu dunque integrata con due linee di comunicazione satellitari, tramite due satelliti statunitensi Intelsat e due satelliti sovietici Molnija. Questo aggiornamento è durato dal 1971 al 1978.
La linea è stata utilizzata anche durante la guerra indo-pakistana del 1971, durante la guerra del Kippur del 1973 quando ci fu un'allerta nucleare negli Stati Uniti, durante l'invasione turca di Cipro nel 1974, durante l'invasione sovietica dell'Afghanistan nel 1979, e più volte durante l'amministrazione Reagan, con i sovietici che si interrogavano sugli eventi in Libano e gli Stati Uniti che commentavano la situazione in Polonia.
Nel maggio 1983, il presidente Ronald Reagan propose di aggiornare la linea, aggiungendo un fax ad alta velocità. La proposta venne accettata dal Cremlino nel luglio 1984. I terminali fax divennero operativi nel 1986. I circuiti di telescrivente sono dunque stati interrotti quando i sovietici trasferirono il collegamento ai nuovi satelliti geostazionari di classe Gorizont.

### Età contemporanea
Nel 2007 è stata potenziata la linea con una rete di computer che collega Mosca e Washington. Il nuovo sistema è entrato in funzione il 1º gennaio 2008. Continua a utilizzare i due collegamenti satellitari ma un cavo in fibra ottica ha sostituito il vecchio cavo. La trasmissione è diventata quasi istantanea, data la velocità della luce e l'importanza del sistema di comunicazione.
Il 31 ottobre 2016, la linea è stata utilizzata per rafforzare l'avvertimento di settembre di Barack Obama che gli Stati Uniti avrebbero considerato qualsiasi interferenza nel giorno delle elezioni una questione grave.

## Critiche
Il Partito Repubblicano criticò la realizzazione della linea, dicendo che l'amministrazione Kennedy aveva "cercato un accomodamento con il comunismo senza adeguate salvaguardie e guadagni compensativi per la libertà. Ha alienato alleati comprovati aprendo una "linea calda" prima con un nemico giurato piuttosto che con un amico provato, e in generale ha perseguito un rischioso percorso come quello iniziato a Monaco un quarto di secolo fa".

## Nella cultura di massa
Nella serie televisiva Batman, il telefono che collega la Batcaverna con il commissariato di Gotham City è chiamato "telefono rosso".